# GSAT-19
O GSAT-19 é um satélite de comunicação geoestacionário experimental indiano que está localizado na posição orbital de 48 graus de longitude leste. Ele foi construído e, também, é operado pela Organização Indiana de Pesquisa Espacial (ISRO). O satélite foi baseado na plataforma I-6K (I-6000) Bus e sua expectativa de vida útil é de 15 anos.

## Características
O GSAT-19 é um dos quatorze satélites que estão ligados às comunicações que faziam parte das 58 missões espaciais que foram lançados pela Organização Indiana de Pesquisa Espacial (ISRO) como parte do 12º Plano Quinquenal, 2012-17.
O GSAT-19 é um satélite de comunicação experimental de nova de geração. O mesmo foi lançado em órbita no primeiro voo operacional do foguete GSLV Mk.III que ocorreu em junho de 2017.

## Lançamento
O satélite foi lançado com sucesso ao espaço em 5 de junho de 2017, às 11:58 UTC, por meio de um veículo GSLV Mk.III a partir do Centro Espacial de Satish Dhawan, na Índia. Ele tinha uma massa de lançamento de 3.136 kg.

## Capacidade
O GSAT-19 está equipado com uma carga útil de banda Ka e Ku, juntamente com uma carga útil de GRASP para monitorar e estudar a natureza das partículas carregadas e a influência da radiação espacial na espaçonave e nos componentes eletrônicos.